# Grădina Zoologică din Odesa
Grădina Zoologică din Odesa (în ucraineană Одеський зоопарк) este instituție de cercetare și cultural-educativă din orașul Odesa (Ucraina), cu statut de rezervație naturală de importanță națională acordat în 1992. Colecția grădinii zoologice include aproximativ 1.600 de animale (243 de specii), o parte dintre care sunt menționate în Cartea Roșie Internațională, cartea roșie a Ucrainei și Lista Roșie Europeană.

## Galerie de imagini din Zoo Odesa
- Flamingo
(Phoenicopterus roseus)
- Egretă mare
(Egretta alba)
- Stârc ceușiu (Anthropoides virgo)
- Vultur negru
(Aegypius monachus)
- Lamă
(Lama glama)
- Iepure de Patagonia
(Dolichotis patagonum)
- Zimbru
(Bison bonasus)
- Cormoran mare
(Phalacrocorax carbo)